# Juan Soto
Artikeln följer den spanska namnseden; faderns efternamn är Soto och moderns efternamn Pacheco.
Juan José Soto Pacheco, född den 25 oktober 1998 i Santo Domingo, är en dominikansk professionell basebollspelare som spelar för San Diego Padres i Major League Baseball (MLB). Soto är outfielder.
Soto har tidigare spelat för Washington Nationals (2018–2022). Han har sedan debuten varit en av de mest tongivande spelarna i MLB. Han har vunnit World Series en gång och har tagits ut till MLB:s all star-match två gånger, till All-MLB First Team två gånger och till All-MLB Second Team en gång. Vidare har han vunnit två Silver Slugger Awards och haft högst slaggenomsnitt i National League en gång.

## Karriär

### Major League Baseball

#### Washington Nationals
Soto skrev på för Washington Nationals i juli 2015, vid 16 års ålder, och fick då en bonus på 1,5 miljoner dollar. Året efter gjorde han proffsdebut i Nationals farmarklubbssystem, och utsågs under den första säsongen till mest värdefulla spelare (MVP) i Gulf Coast League (Rookie). Han fortsatte att spela bra i inledningen av nästföljande säsong, men skadade höger vrist i början av maj när han spelade i South Atlantic League (A). Han gjorde comeback två månader senare i Gulf Coast League men drabbades då av en fraktur i ena handen, som opererades. Efter ny comeback skadade han sig i ena lårets baksida och spelade inte mer den säsongen.

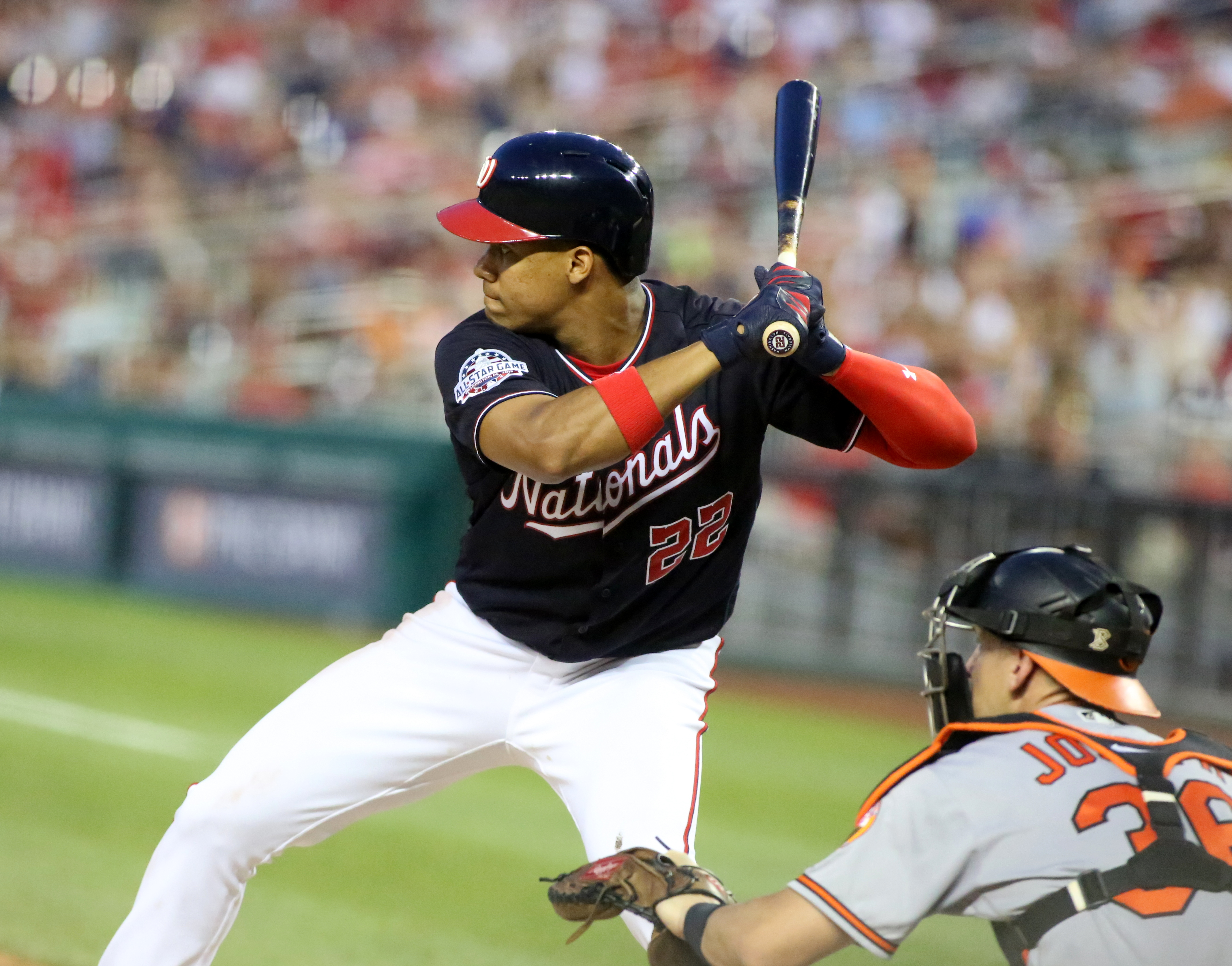
Soto under debutsäsongen 2018.

Trots hans unga ålder och ringa erfarenhet var Soto ansedd som Nationals näst största talang i farmarligorna inför 2018 års säsong. Han inledde säsongen i South Atlantic League, men flyttades snabbt upp till Carolina League (A-Advanced) och därefter till Eastern League (Double-A). Efter bara åtta matcher på den nivån kallades han upp till moderklubben Nationals, som hade drabbats av skador på flera outfielders. Han blev vid sin debut den 20 maj den yngsta spelaren, drygt 19 och ett halvt år gammal, i hela MLB. Dagen efter fick han spela från start för första gången och slog sin första homerun, tillika första hit, i MLB på det första kastet han mottog i matchen. Han blev den första tonåringen att slå en homerun i MLB sedan lagkamraten Bryce Harper gjorde det 2012. Han blev också den yngsta spelaren i Nationals klubbhistoria att slå en homerun. Att han snabbt blev fruktad av motståndarna visas av att han den 29 maj blev den yngsta spelaren sedan Ken Griffey Jr. 1989 att få en avsiktlig walk. En udda händelse inträffade den 18 juni, då en match som hade påbörjats den 15 maj återupptogs. Soto kom in i matchen och slog en homerun, vilken officiellt protokollfördes som slagen den 15 maj, fem dagar före hans MLB-debut. Han spelade 116 matcher för Nationals under 2018 med ett slaggenomsnitt på 0,292, 22 homeruns och 70 RBI:s. Trots den begränsade speltiden var han delad tia i National League (NL) i walks (79). Han hade egentligen för få plate appearances för att rankas i genomsnittskategorier (han hade 494 men det krävdes 502), men enligt ett undantag kunde han rankas ändå genom att man lade till så många at bats som krävdes för att nå 502 plate appearances. Efter en sådan omräkning räckte hans on-base %, som ursprungligen var 0,406, till fjärde plats i NL och hans on-base plus slugging (OPS), ursprungligen 0,923, till sjunde plats. Hans 22 homeruns var näst flest av en tonåring i MLB:s historia, delat med Harper, och bara två från rekordet satt av Tony Conigliaro. Han satte också nya tonårsrekord i MLB i antal matcher med minst två homeruns (tre), i antal walks och i antal matcher med minst två walks (16). Trots att han utsågs till månadens nykomling (rookie) i NL tre gånger (juni, juli och september) kom han bara tvåa i omröstningen till årets nykomling (Rookie of the Year Award) i NL, som Ronald Acuña Jr vann klart.

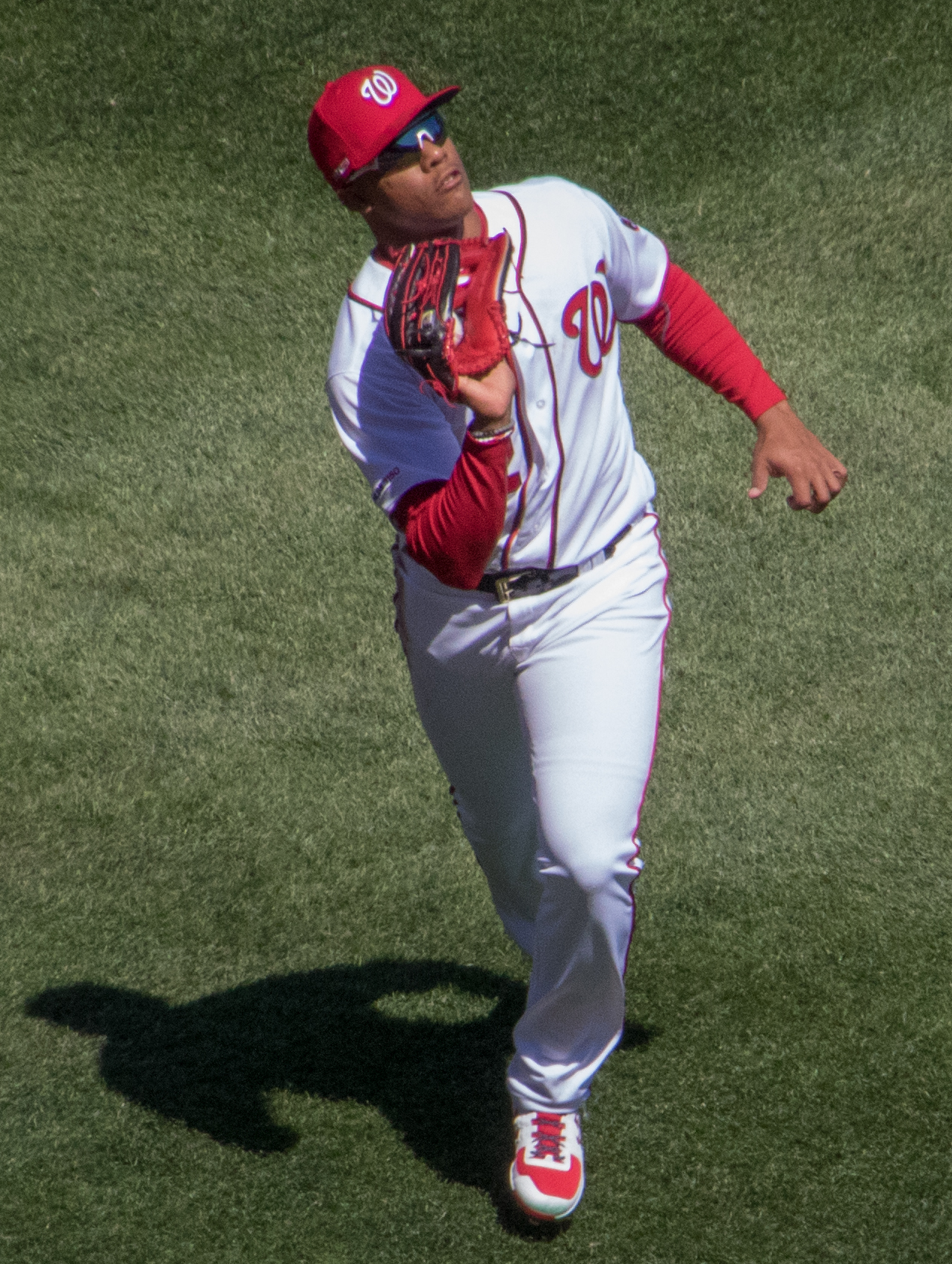
Soto försöker fånga en lyra under den första matchen 2019.

Soto hade ryggproblem i början av maj 2019 och missade drygt en vecka, men i övrigt var han skadefri den säsongen. Den 18 augusti blev han den tredje spelaren i MLB:s historia efter Mel Ott och Conigliaro att slå 50 homeruns före sin 21:a födelsedag och dagen efter blev han den fjärde spelaren i MLB:s historia efter Ott, Conigliaro och Harper att slå 100 extra-base hits vid den åldern. Den 31 i samma månad slog han sin 30:e homerun för säsongen, och bara sex MLB-spelare (Ott, Ted Williams, Frank Robinson, Conigliaro, Alex Rodriguez och Mike Trout) hade tidigare slagit så många under en säsong vid 20 års ålder eller tidigare. På de 150 matcher som han spelade under grundserien hade han ett slaggenomsnitt på 0,282, 34 homeruns och 110 RBI:s. Han var trea i NL i walks (108) och femma i on-base % (0,401).
I den första omgången i slutspelet, National League Wild Card Game (NLWC) mot Milwaukee Brewers, avgjorde Soto matchen med en hit med två brända i åttonde inningen, vilken vände ett underläge med 1–3 till ledning med 4–3. I nästa omgång, National League Division Series (NLDS) mot favorittippade Los Angeles Dodgers, slog han sin första slutspels-homerun i den tredje matchen och blev den åttonde spelaren i MLB:s historia under 21 år att slå en homerun i slutspelet. I den femte och avgörande matchen hade han en RBI i sjätte inningen innan han slog en homerun i åttonde inningen som kvitterade Dodgers 3–2-ledning till 3–3. Nationals vann sedan matchen efter förlängning och avancerade till National League Championship Series (NLCS) för första gången sedan klubben flyttade till Washington från Montréal 2005. Han spelade inte någon framträdande roll i NLCS, som Nationals vann med 4–0 i matcher mot St. Louis Cardinals. Klubben var därmed klar för World Series för första gången någonsin. I den första matchen hade han tre hits och tre RBI:s i Nationals seger över Houston Astros. En av hans hits var en homerun och han blev den fjärde yngsta efter Andruw Jones, Miguel Cabrera och Mickey Mantle att slå en homerun i World Series. Nationals vann till slut med 4–3 i matcher och Soto hade i World Series ett slaggenomsnitt på 0,333, tre homeruns och sju RBI:s. Med 18 hits i slutspelet tangerade han Cabreras rekord för spelare under 22 år, och bara Mantle hade tidigare liksom Soto haft en RBI i en sjunde och avgörande match i World Series vid den åldern. Han belönades för sina insatser i slutspelet med att få dela Babe Ruth Award med lagkamraten Stephen Strasburg. När All-MLB Teams sedan togs ut för första gången fick Soto plats i andralaget.
2020 års säsong förkortades kraftigt på grund av covid-19-pandemin och började inte förrän i slutet av juli. Samma dag som Nationals skulle spela sin första match meddelade klubben att Soto hade testat positivt för covid-19, men mindre än två veckor senare blev han friskförklarad. Han startade säsongen starkt och utsågs i mitten av augusti till veckans spelare i NL efter att under veckan bland annat ha slagit fem homeruns, varav en uppmättes till 466 fot (142 meter), den längsta han slagit dittills. Han missade några matcher i början av september på grund av en ömmande armbåge. Under säsongen spelade han 47 av Nationals 60 matcher med ett slaggenomsnitt på hela 0,351, 13 homeruns och 37 RBI:s. Han hade högst slaggenomsnitt i NL, den yngsta spelaren att lyckas med det i ligans långa historia och den första Nationals-spelaren. Slaggenomsnittet var även det fjärde högsta i MLB sedan 1900 av en spelare som var 21 år eller yngre. Soto hade vidare högst on-base % (0,490), slugging % (0,695) och OPS (1,185) i NL och alla tre värdena var de högsta i MLB sedan Barry Bonds 2004. Hans slugging % var högst i MLB:s historia bland spelare 21 år eller yngre. Även i avsiktliga walks (tolv) var han bäst i MLB och han var näst bäst i NL i at bats per homerun (11,85). Han vann efter säsongen sin första Silver Slugger Award och togs för första gången ut till All-MLB First Team.

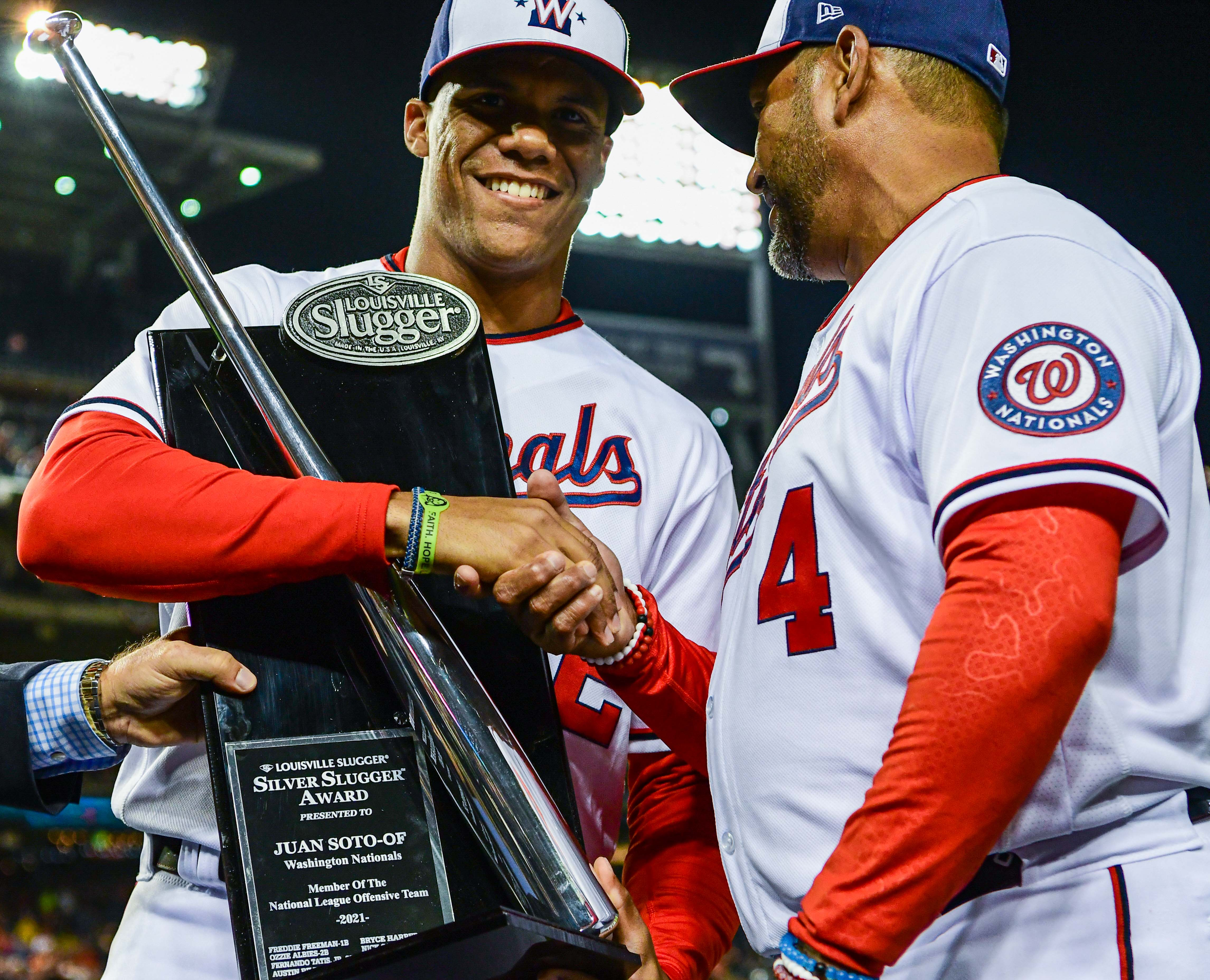
Soto (till vänster) får sin Silver Slugger Award för 2021 års säsong i samband med första matchen av 2022 års säsong.

Soto hade problem med vänster axel i inledningen av 2021 års säsong och tillbringade en dryg vecka på skadelistan. I juli togs han ut till MLB:s all star-match för första gången, som reserv. Han var vid uttagningen näst bäst i NL i on-base % (0,399) och delat näst bäst i walks (50). I samband med matchen deltog han i Home Run Derby för första gången, där han bland annat slog en homerun 520 fot, ett av de längsta slagen i tävlingens historia, innan han åkte ut i semifinalen mot den blivande vinnaren Pete Alonso. Soto fick vara skadefri resten av säsongen och spelade mycket bra. Totalt spelade han 151 matcher med ett slaggenomsnitt på 0,313, 29 homeruns och 95 RBI:s. Motståndarnas ovilja att pitcha till honom och hans förmåga att avhålla sig från att svinga efter kast utanför strikezonen nådde nya höjder och han hade hela 145 walks, flest i MLB sedan Barry Bonds satte rekordet med 232 walks 2004 och näst flest genom tiderna av en spelare under 23 år efter Ted Williams 147 walks 1941. Soto var den enda ordinarie slagmannen i MLB som hade fler walks än strikeouts (145 mot 93). Hans många walks ledde också till en mycket hög on-base % (0,465), den högsta i MLB i en icke förkortad säsong sedan Chipper Jones hade 0,470 2008. I 26 olika matcher tog han sig ut på bas minst fyra gånger, vilket bara Bonds (tre gånger), Babe Ruth (tre gånger) och Lou Gehrig (en gång) lyckats med tidigare. Av hans 145 walks var 23 avsiktliga, flest i MLB. Han var näst bäst i NL i slaggenomsnitt, OPS (0,999) och poäng (111). Han vann efter säsongen sin andra raka Silver Slugger Award, kom tvåa i omröstningen till NL:s MVP Award och valdes för andra året i rad in i All-MLB First Team. Han erbjöds en kontraktsförlängning av Nationals, vilken rapporterades vara värd 350 miljoner dollar över 13 år, men tackade nej. I stället kom parterna överens om ett ettårskontrakt värt 17,1 miljoner dollar, och man undvek därigenom ett skiljeförfarande. Den nya lönen var dubbelt så hög som föregående säsong.
Den 12 april 2022 slog Soto sin 100:e homerun i grundserien under karriären och blev därmed den åttonde yngsta i MLB:s historia att nå denna milstolpe. Han togs senare under säsongen ut till sin andra raka all star-match, även denna gång som reserv. Hans slaggenomsnitt då var bara 0,243, men han hade flest walks i MLB (73). Han deltog även denna gång i Home Run Derby, som han vann. Han blev den näst yngsta vinnaren genom tiderna, bara en dag äldre än Juan González var 1993. Vid samma tid rapporterades det att han hade tackat nej till ett nytt kontraktsförslag från Nationals, denna gång värt 440 miljoner dollar över 15 år. Det skulle ha varit det största kontraktet i MLB:s historia, men bara det 20:e största mätt i genomsnittlig årslön. Hans nej gjorde att Nationals ledning var villig att trejda honom, och efter mycket spekulationer i media blev det i början av augusti klart att han byttes bort till San Diego Padres, tillsammans med Josh Bell. I utbyte fick Nationals Luke Voit, C.J. Abrams, MacKenzie Gore, Robert Hassell, James Wood och Jarlin Susana.

## Spelstil

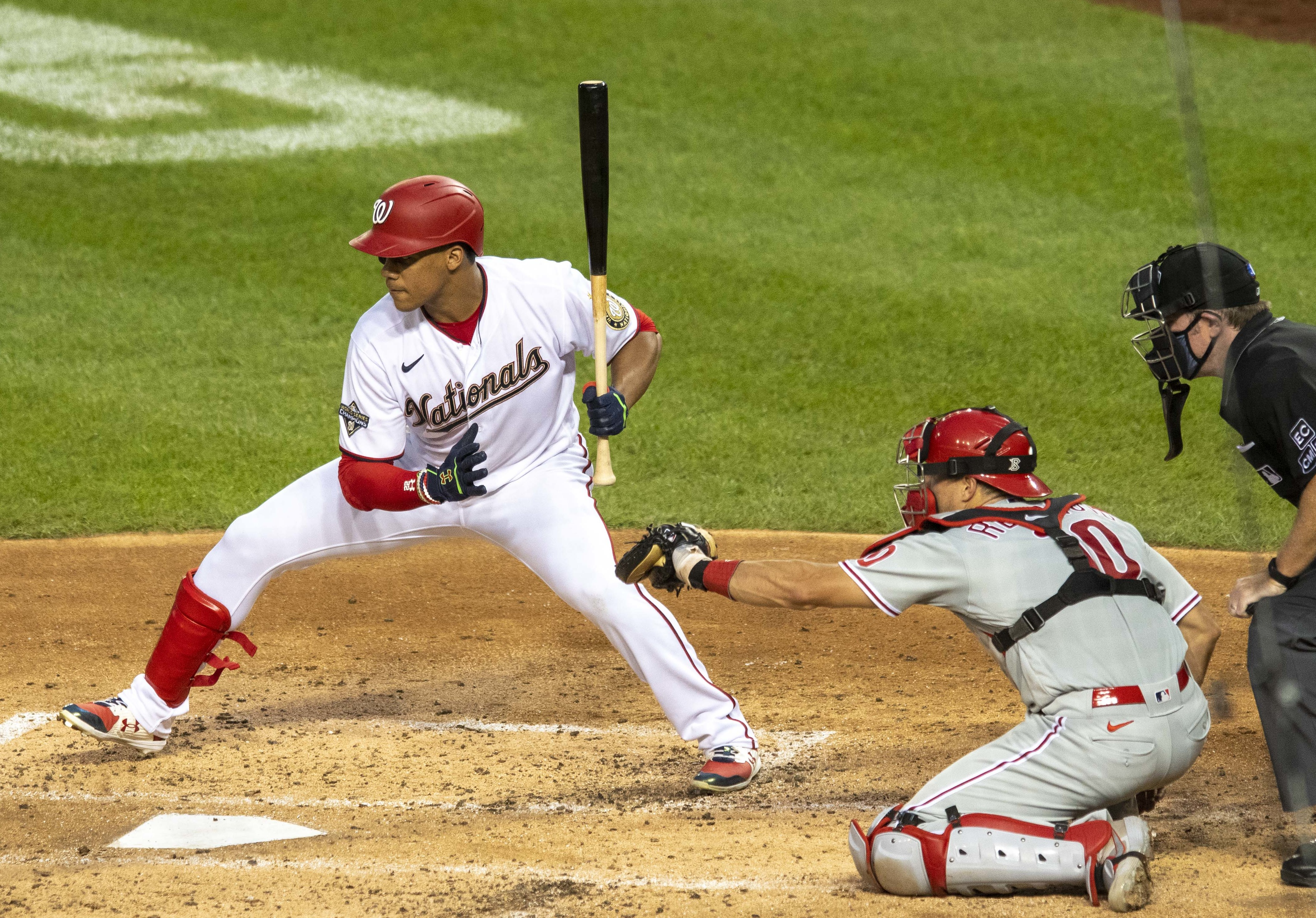
"The Soto Shuffle" under en match i augusti 2020.

Soto är känd för att vara extremt duktig på att inte svinga slagträt efter kast som är utanför strikezonen, vilket resulterar i många walks. När han tar emot ett sådant kast har han för vana att göra olika rörelser med kroppen och stirra på pitchern, något som kommit att kallas "The Soto Shuffle".

## Privatliv
Sotos pappa heter också Juan och hans mamma heter Belkis. Soto har en äldre syster, Natali, och en yngre bror, Elian. Elian är en lovande ung basebollspelare.